# C.H. Robinson
C.H. Robinson là một công ty vận chuyển Mỹ chuyên về logistics bên thứ ba (3PL). Công ty cung cấp dịch vụ vận chuyển hàng hóa, quản lý vận chuyển, môi giới và kho bãi. C.H. Robinson cung cấp các dịch vụ vận chuyển bằng xe tải, hàng hóa trên xe tải, hàng hóa hàng không, vận chuyển đa phương thức và vận tải đường biển.

## Tổng quan về công ty
C.H. Robinson là một công ty vận tải Mỹ hoạt động chủ yếu trong lĩnh vực logistics bên thứ ba (3PL). Công ty có trụ sở chính tại Eden Prairie, Minnesota, và hoạt động trên toàn cầu với hơn 300 văn phòng và hơn 15.000 nhân viên tại Bắc Mỹ, Châu Âu, Châu Á và Nam Mỹ.
C.H. Robinson có hợp đồng với hơn 66.000 công ty vận chuyển, bao gồm cả công ty vận chuyển đường bộ, đường sắt, hàng không và vận chuyển biển. Ngoài ra, công ty cung cấp các dịch vụ khác như phân tích chuỗi cung ứng, hợp nhất hàng hóa, quản lý chương trình vận chuyển và báo cáo thông tin. C.H. Robinson còn sở hữu công ty con là Robinson Fresh, chuyên mua bán nông sản cho ngành công nghiệp dịch vụ thực phẩm thông qua việc hợp tác với các nhà sản xuất và nhà cung cấp nông sản độc lập.
Doanh thu của C.H. Robinson chủ yếu đến từ hoạt động vận chuyển hàng hóa, chiếm khoảng 94% doanh thu ròng của công ty, phần còn lại là từ hoạt động mua sắm và tiếp thị nông sản tươi.

## Lịch sử

### Xuất phát và giai đoạn đầu
Vào đầu thế kỷ 20, Charles Henry Robinson sở hữu một công ty môi giới bán buôn nhỏ chuyên cung cấp nông sản ở North Dakota và Minnesota. Ngày 11 tháng 4 năm 1905, ông hợp tác với hai anh em Nash và trở thành Chủ tịch đầu tiên của công ty. Nash Finch Company là nhà phân phối hàng buôn hàng đầu trong khu vực, sở hữu và điều hành chuỗi cửa hàng tạp hóa. Sau khi Charles Henry Robinson qua đời vào năm 1909, hai anh em Nash tiếp quản C.H. Robinson Company.
C.H. Robinson trở thành đơn vị mua hàng cho Nash Finch Company khi công ty này mở rộng hoạt động ở Iowa, Minnesota, Wisconsin, Illinois và Texas. Vào những năm 1940, Ủy ban Thương mại Liên bang Mỹ (FTC) phát hiện rằng Nash Finch Company có "lợi thế về giá cả", và dựa trên Đạo luật Robinson-Patman năm 1936, C.H. Robinson Co. đã được chia thành hai công ty.
Công ty đầu tiên, C.H. Robinson Co., được thành lập bởi các văn phòng bán nông sản cho các kho hàng của Nash Finch, và sở hữu bởi nhân viên của C.H. Robinson. Công ty thứ hai, C.H. Robinson, Inc., vẫn thuộc sở hữu của Nash Finch.

### Mở rộng vào lĩnh vực logistics và vận chuyển bằng xe tải
C.H. Robinson bước vào lĩnh vực vận chuyển bằng xe tải sau khi Đạo luật Đường cao tốc Liên bang năm 1956 được thông qua và thương mại liên bang Mỹ mở rộng. Trước đây, C.H. Robinson và các nhà giao hàng khác thường dựa vào tàu hỏa để vận chuyển hàng hóa. Năm 1968, công ty bước vào lĩnh vực vận chuyển bằng xe tải dưới dạng một nhà vận chuyển hợp đồng có tên Meat Packers Express, có trụ sở tại Omaha, Nebraska. Ba năm sau, công ty hợp nhất Meat Packers Express với các nhà vận chuyển khác để thành lập Robco Transportation Inc., và sau đó được bán vào năm 1986.
Vào giữa những năm 1960, C.H. Robinson Co. và C.H. Robinson, Inc. sáp nhập hoạt động của mình dưới tên C.H. Robinson Co. Nash Finch vẫn nắm giữ 25% cổ phần của công ty môi giới, trong khi nhân viên của C.H. Robinson sở hữu phần còn lại. Đến năm 1976, Nash Finch đã mua lại cổ phần và công ty trở thành công ty 100% sở hữu bởi nhân viên. C.H. Robinson tập trung vào sử dụng công nghệ mới nổi và đã áp dụng máy tính chủ IBM vào năm 1979.
Đạo luật Vận chuyển Đường bộ năm 1980 đã giải phóng ngành vận chuyển tại Mỹ và tạo ra sự cạnh tranh tăng lên cho các nhà cung cấp logistics và các nhà giao hàng. C.H. Robinson đã tạo ra chương trình nhà vận chuyển hợp đồng, mở rộng hoạt động hợp đồng vận chuyển hàng hóa và định vị mình như một trung gian tìm nguồn hàng cho các nhà giao hàng.
Tỷ lệ tăng trưởng hàng năm trung bình của công ty, dựa trên số lượng hàng hóa vận chuyển, tăng gấp đôi và C.H. Robinson đã đạt doanh thu hơn 700 triệu đô la trong vòng năm năm. 40% doanh thu đến từ dịch vụ môi giới vận chuyển bằng xe tải, phần còn lại từ doanh số bán nông sản.

### Đổi tên và IPO
Công ty đổi tên thành C.H. Robinson Worldwide, Inc. vào năm 1997 và tiến hành IPO (Initial Public Offering - Đợt phát hành công khai lần đầu) để huy động 190 triệu đô la cho 101 nhân viên bán cổ phiếu của mình. Tổng giá trị thị trường ban đầu là 743 triệu đô la, và công ty bắt đầu niêm yết trên sàn NASDAQ với mã CHRW. Doanh thu tổng cộng năm 1997 đạt 1,79 tỷ đô la, trong khi doanh thu ròng đạt 206 triệu đô la, tăng 15,1% so với năm trước. Vào tháng 1 năm 2023, Bob Biesterfeld từ chức Chủ tịch và CEO; công ty thông báo Scott Anderson được bổ nhiệm làm CEO tạm thời.

### Hoạt động cộng đồng
Công ty đã được công nhận về công việc với các tổ chức phi lợi nhuận và các hoạt động từ thiện và cộng đồng khác, bao gồm việc được chọn làm đối tác cuối cùng cho Giải thưởng Thành tựu Dài hạn năm 2015 của Tạp chí Kinh doanh Minnesota, nhằm "thể hiện cam kết lâu dài trong việc tác động tích cực đến cộng đồng phi lợi nhuận hoặc các nguyên nhân xứng đáng khác tại tiểu bang này."

## Quá trình mua lại
Bắt đầu từ năm 1989, C.H. Robinson bắt đầu mở rộng hoạt động logistics quốc tế bằng cách thành lập văn phòng tại Monterrey, Mexico. Năm 1992, họ mua lại C.S. Greene International để cung cấp thêm dịch vụ chuyển phát quốc tế, vận chuyển hàng không và container lạnh. Năm 1993, C.H. Robinson mua lại 30% cổ phần của Transeco, một công ty vận tải hàng đường bộ lớn ở Pháp, và sau đó mua lại toàn bộ công ty này. C.H. Robinson cũng mua lại các công ty như Daystar International, một nhà phân phối nước ép trái cây, và FoodSource. Họ cũng trở thành đối tác tiếp thị độc quyền cho Tropicana, Motts, Glory và Welch's.
Công ty tiếp tục mở rộng dịch vụ logistics bằng cách mua lại các công ty logistics địa phương như American Backhaulers, Inc., một công ty có trụ sở tại Chicago, với giá 136 triệu đô la vào năm 1999, và mua lại Trans-Consolidated Inc. có trụ sở tại Minnesota.
Vào cuối những năm 1990, công ty bắt đầu mua lại các công ty để mở rộng dịch vụ vận chuyển và logistics của mình tại thị trường quốc tế. Các công ty mua lại bao gồm: Preferred Translocation Systems; Comexter Group có trụ sở tại Argentina; Norminter, một nhà cung cấp dịch vụ vận chuyển tại Tây Âu; Vertex Transportation Inc. có trụ sở tại New York; Smith Terminal International Services, một trong những nhà cung cấp dịch vụ logistics bên thứ ba lớn nhất tại Florida; Frank M. Viet GmbH Internationale Spedition, một nhà cung cấp dịch vụ logistics quốc tế có trụ sở tại Đức; Dalian Decheng Shipping Agency Co.; FoodSource Procurement LLC; Apreo Logistics S.A.; và các nhà cung cấp logistics lớn khác tại châu Âu, Ấn Độ, Trung Quốc và Bắc Mỹ.
Năm 2012, C.H. Robinson mua lại Phoenix International với giá 635 triệu đô la và nâng cao khả năng vận chuyển hàng biển của mình gấp đôi. Công ty cũng mua lại công ty vận chuyển hàng Ba Lan Apreo Logisitics S.A., cung cấp dịch vụ vận chuyển đường bộ, hàng không và hàng biển trên khắp châu Âu.
Năm 2012, công ty giới thiệu nền tảng công nghệ Navisphere. Dịch vụ này cung cấp cơ sở hạ tầng cho nhân viên, khách hàng và nhà cung cấp dịch vụ của C.H. Robinson để quản lý hoạt động logistics chuỗi cung ứng, vận chuyển và nguồn cung trên quy mô toàn cầu.
TMC, một phân khúc của C.H. Robinson, cung cấp hỗ trợ cho mạng lưới của C.H. Robinson thông qua dịch vụ Managed TMS, kết hợp phần mềm hệ thống quản lý vận chuyển (TMS) toàn cầu và quản lý logistics.
Năm 2015, công ty hợp nhất dịch vụ vận chuyển và logistics để mở rộng vào thị trường vận chuyển hàng rời thấp hơn; công ty mua lại Freightquote, một công ty môi giới vận chuyển trực tuyến tư nhân.
Vào ngày 28 tháng 1 năm 2020, C.H. Robinson mua lại Prime Distribution Services với giá 225 triệu đô la. Giao dịch này giúp công ty mở rộng vào quản lý kho với tổng diện tích kho hàng là 2,6 triệu feet vuông.